# Vi Redd

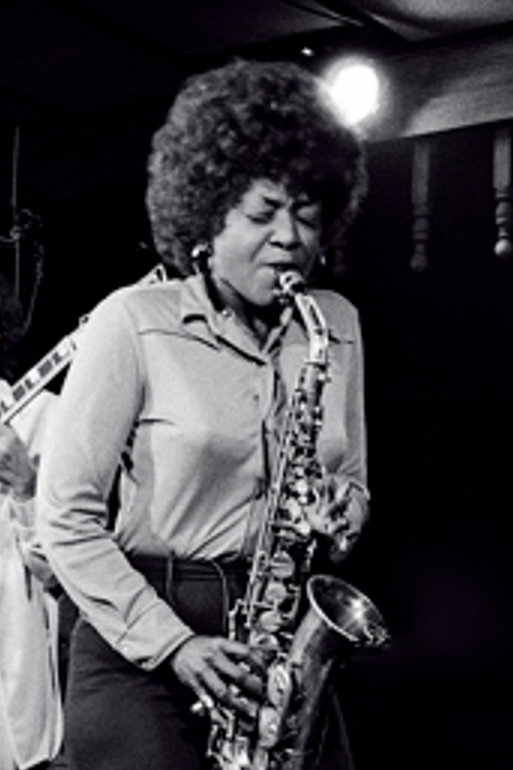
Vi Redd (1977)

Elvira „Vi“ Redd, verheiratete Elvira Redd Goldberg, (* 20. September 1928 in Los Angeles, Kalifornien; † 6. Februar 2022) war eine US-amerikanische Jazzsängerin und Saxophonistin (Alt und Tenor).

## Leben und Wirken
Vi Redd ist die Tochter des New-Orleans-Jazz-Schlagzeugers und Sängers Alton Redd, der sie zu Beginn ihrer musikalischen Karriere stark beeinflusste. Ein weiterer wichtiger Mentor war ihre Großtante Alma Hightower, die an der High School auch eine Band organisierte, in der auch Melba Liston war. Sie trat in der Jazzszene der Central Avenue von Los Angeles auf. Sie spielte 1954 bis 1956 als professionelle Musikerin unter anderem bei Dick Hart. Nachdem sie von 1957 bis 1960 als Musikpädagogin gearbeitet hatte, kehrte sie zur Musikszene zurück, konzertierte 1962 in Las Vegas beim Jazz Festival, 1964 mit Earl Hines. Mitte der 1960er Jahre leitete sie in San Francisco gemeinsam mit ihrem Mann, dem Schlagzeuger Richie Goldberg, ein Quartett; außerdem arbeitete sie mit Max Roach. In dieser Zeit ging sie auf Tourneen nach Japan, London (wo sie u. a. ein zehnwöchiges Engagement im Ronnie Scott’s hatte), Schweden, Spanien und Paris. Redd nahm unter eigenem Namen zwei Alben auf, Bird Call für Solid State/United Artists (1962) mit Russ Freeman, Leroy Vinnegar, Bob Whitlock, Herb Ellis, Carmell Jones, Roy Ayers, und Lady Soul auf dem Label Atco (1963), bei dem Musiker wie Bill Perkins, Barney Kessel, Dick Hyman, Bucky Pizzarelli, Ben Tucker und Dave Bailey mitwirkten. Leonard Feather steuerte einen Songtext bei und schrieb die Liner Notes. Sie trat auch mit dem Count Basie Orchestra, Rahsaan Roland Kirk, Linda Hopkins und Marian McPartland auf; 1970 nahm sie mit Gene Ammons/Dexter Gordon auf.
1969 kehrte sie nach Los Angeles zurück, wo sie fortan auf lokaler Ebene auftrat, ansonsten als Musikpädagogin arbeitete, nachdem sie an der California State University, Los Angeles und der University of Southern California graduiert hatte.

## Diskographie
- 1962: Bird Call (United Artists/Solid State)
- 1962: Lady Soul (Atco)
- 1968: Count Basie: Live at Antibes 1968 (Rare Records France)
- 1970: Gene Ammons / Dexter Gordon: The Chase (Prestige)
- 1977: Marian McPartland: Now's the Time (Halcyon)